# Гейзел-Грін (Вісконсин)
Гейзел-Грін (англ. Hazel Green) — селище (англ. village) в США, в округах Грант і Лафаєтт штату Вісконсин. Населення — 1173 особи (2020).

## Географія
Гейзел-Грін розташований за координатами 42°32′3″ пн. ш. 90°26′10″ зх. д. / 42.53417° пн. ш. 90.43611° зх. д. (42.534058, -90.436100).  За даними Бюро перепису населення США в 2010 році селище мало площу 3,36 км², уся площа — суходіл.

## Демографія
Згідно з переписом 2010 року, у селищі мешкали 1243 особи в 525 домогосподарствах у складі 327 родин. Густота населення становила 370 осіб/км².  Було 551 помешкання (164/км²).
Расовий склад населення:
| - 97,5 % — білих - 0,2 % — чорних або афроамериканців - 0,1 % — корінних американців |

До двох чи більше рас належало 1,6 %. Частка іспаномовних становила 1,4 % від усіх жителів.
За віковим діапазоном населення розподілялося таким чином: 25,0 % — особи молодші 18 років, 60,8 % — особи у віці 18—64 років, 14,2 % — особи у віці 65 років та старші. Медіана віку мешканця становила 38,9 року. На 100 осіб жіночої статі у селищі припадало 96,1 чоловіків;  на 100 жінок у віці від 18 років та старших — 98,3 чоловіків також старших 18 років.
Середній дохід на одне домашнє господарство  становив 67 123 долари США (медіана — 61 167), а середній дохід на одну сім'ю — 81 563 долари (медіана — 83 750). Медіана доходів становила 43 922 долари для чоловіків та 40 208 доларів для жінок. За межею бідності перебувало 8,2 % осіб, у тому числі 7,8 % дітей у віці до 18 років та 11,0 % осіб у віці 65 років та старших.
Цивільне працевлаштоване населення становило 602 особи. Основні галузі зайнятості: виробництво — 22,8 %, освіта, охорона здоров'я та соціальна допомога — 17,3 %, роздрібна торгівля — 15,6 %.